# Borsonia ceroplasta
Borsonia ceroplasta é uma espécie de gastrópode do gênero Borsonia, pertencente a família Borsoniidae.